# 추류모프-게라시멘코 혜성
추류모프-게라시멘코 혜성(러시아어: 67Р/Чурюмова-Герасименко, 영어: 67P/Churyumov-Gerasimenko)은 1969년 9월 11일에 발견된 단주기 혜성이다. 주기는 약 6.45년이고, 최대 밝기는 +11등급이다.

## 탐사
2004년 3월 2일 발사된 혜성 탐사선 로제타호가 2014년 8월 6일에 이 혜성에 도착하여 탐사를 시작하였고, 2014년 11월 12일에 착륙선 필레(Philae)를 투하시키는데 성공하여 추가 탐사를 진행하였다. 2016년 9월 30일, 로제타는 혜성에 추락하여 충돌 직전까지 혜성을 촬영하는 것을 마지막으로 임무를 완전히 종료하였다.

## 사진

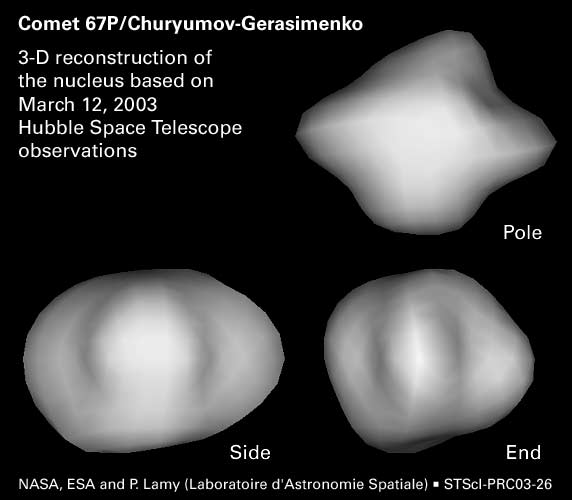
2003년, 허블 우주망원경 관찰으로 핵 모양을 재구성
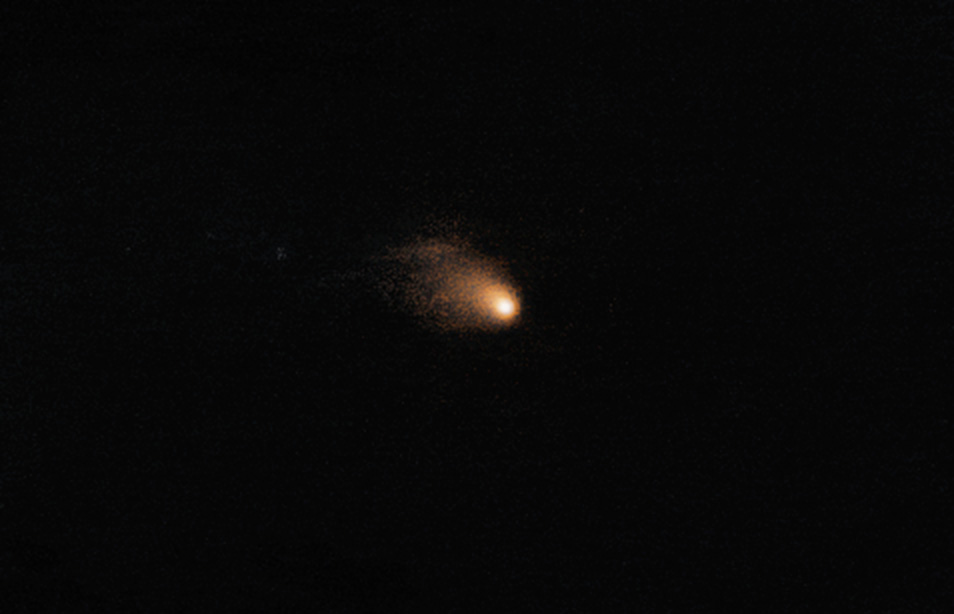
초거대 망원경으로 촬영, 2014년 8월 11일
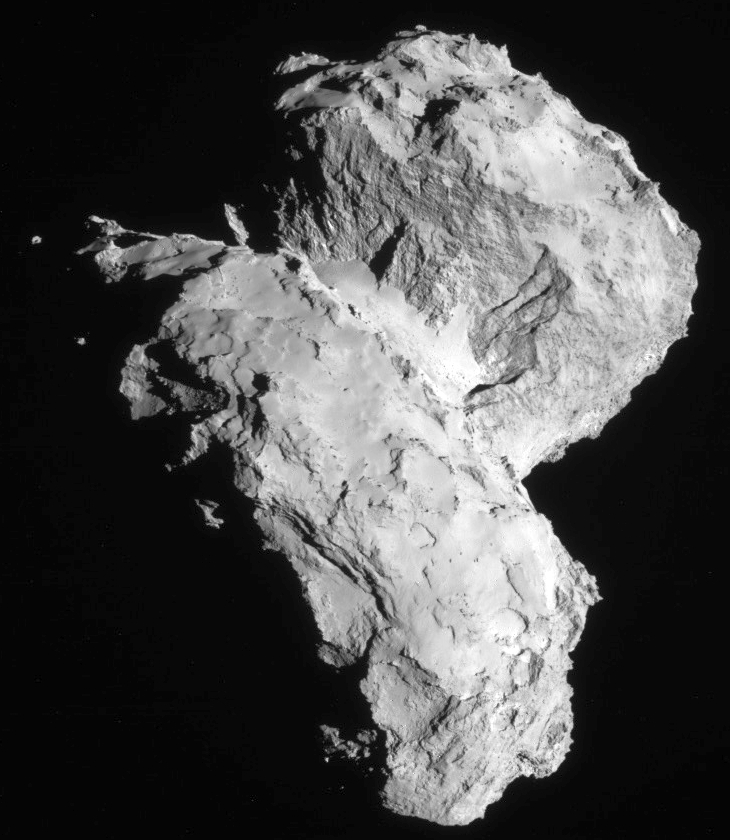
로제타로 촬영, 2014년 8월 22일
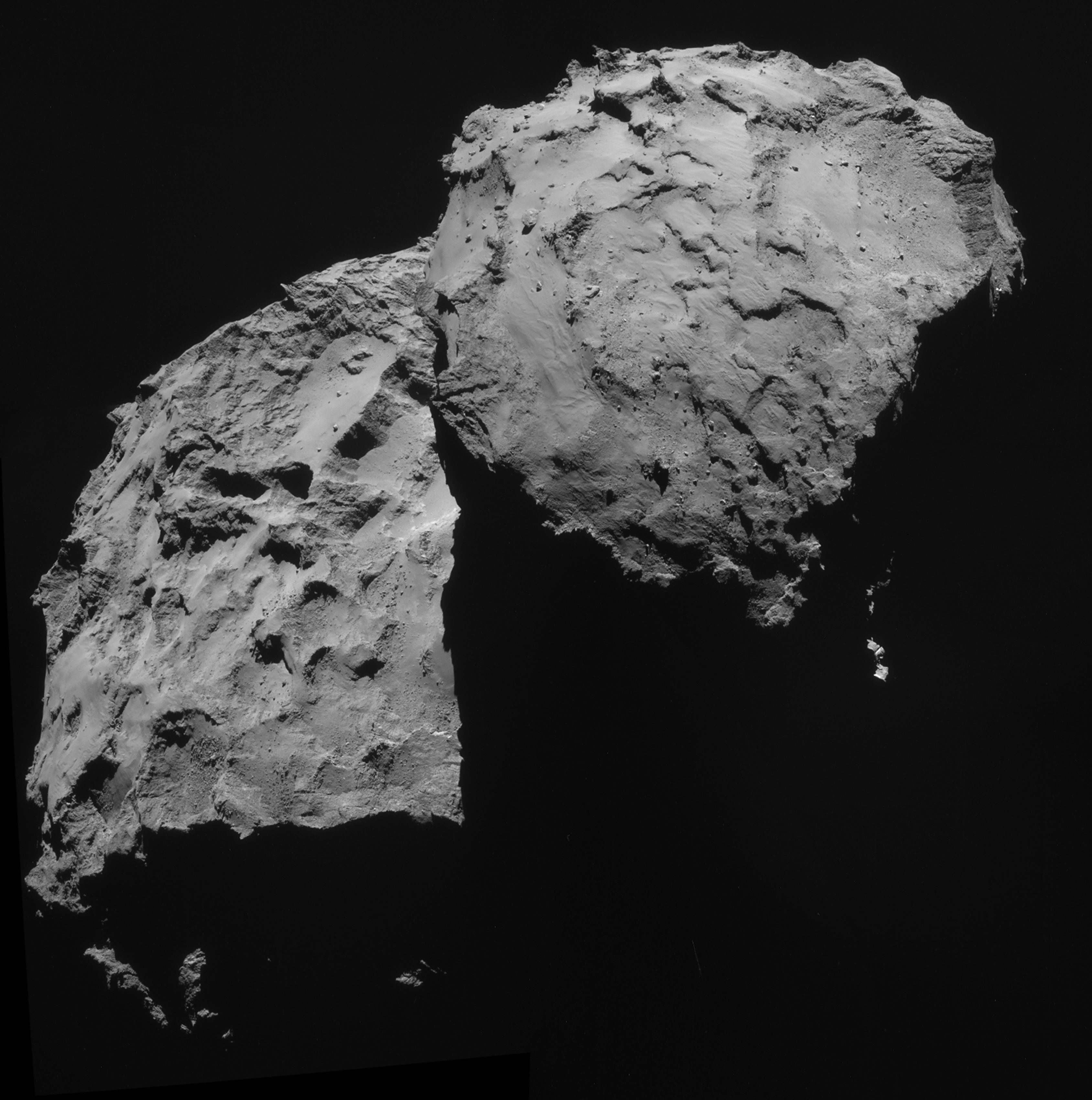
로제타로 촬영, 2014년 9월 14일
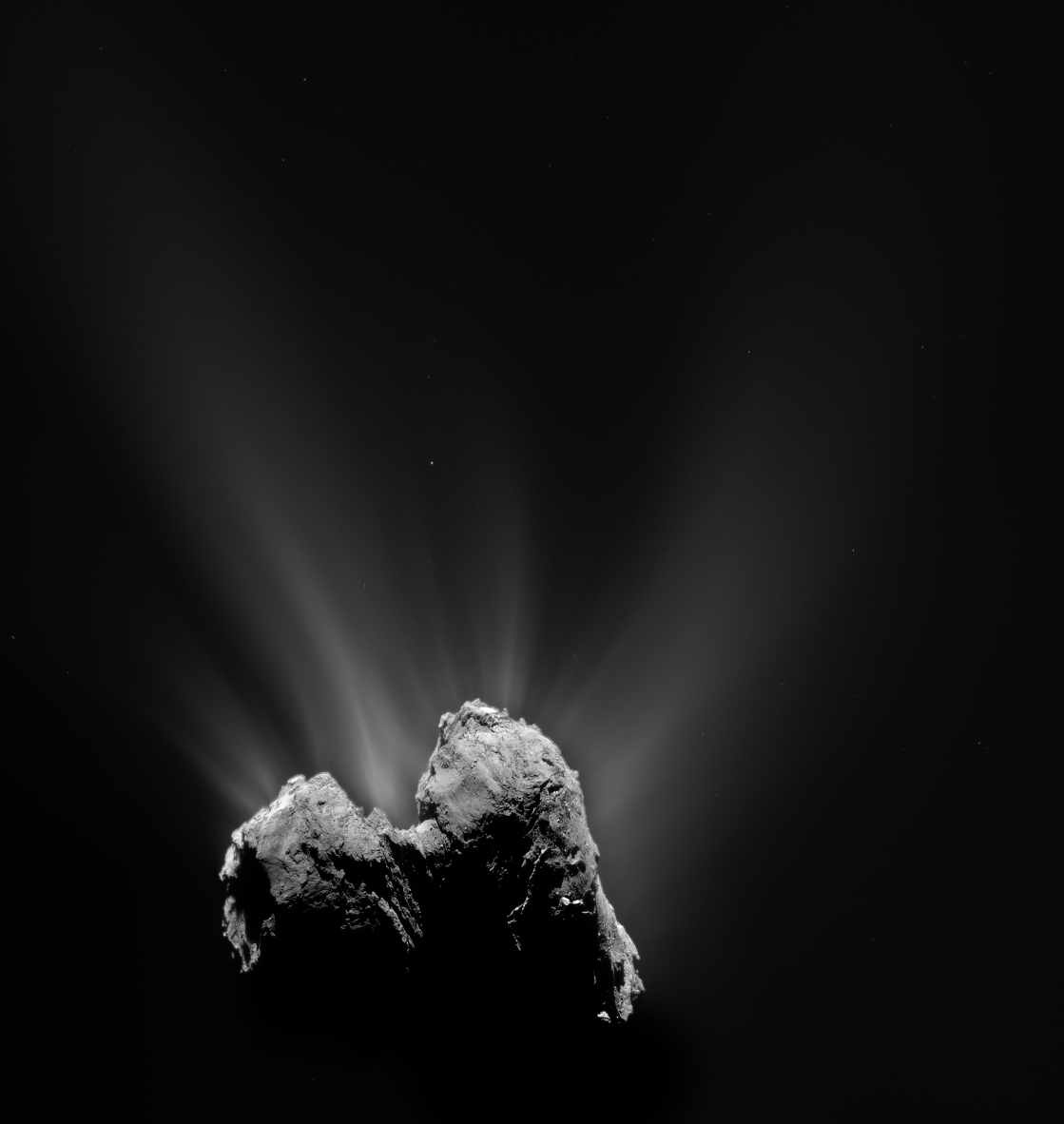
로제타로 촬영, 2015년 3월 25일
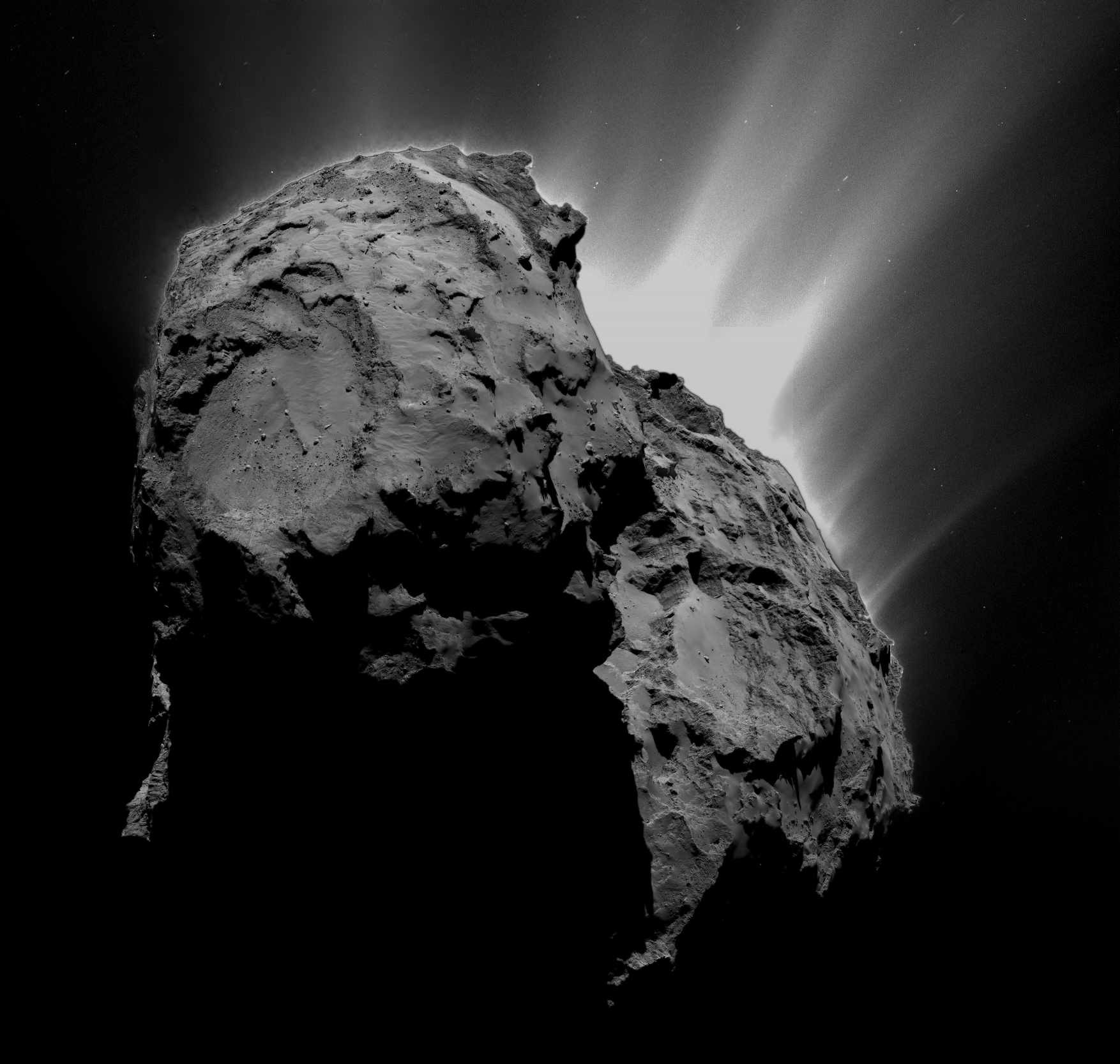
로제타로 촬영, 2015년 3월 28일
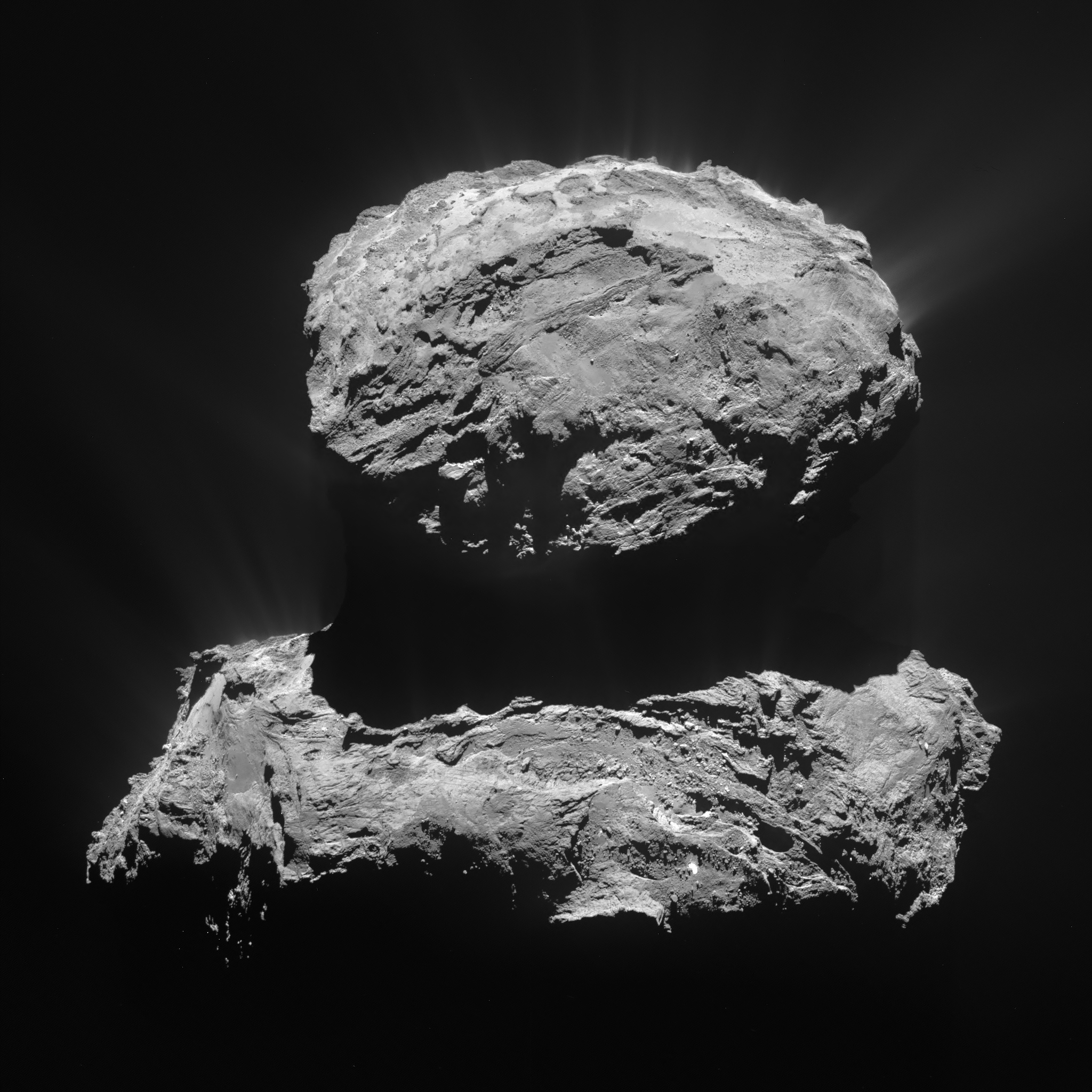
로제타로 촬영, 2015년 5월 2일
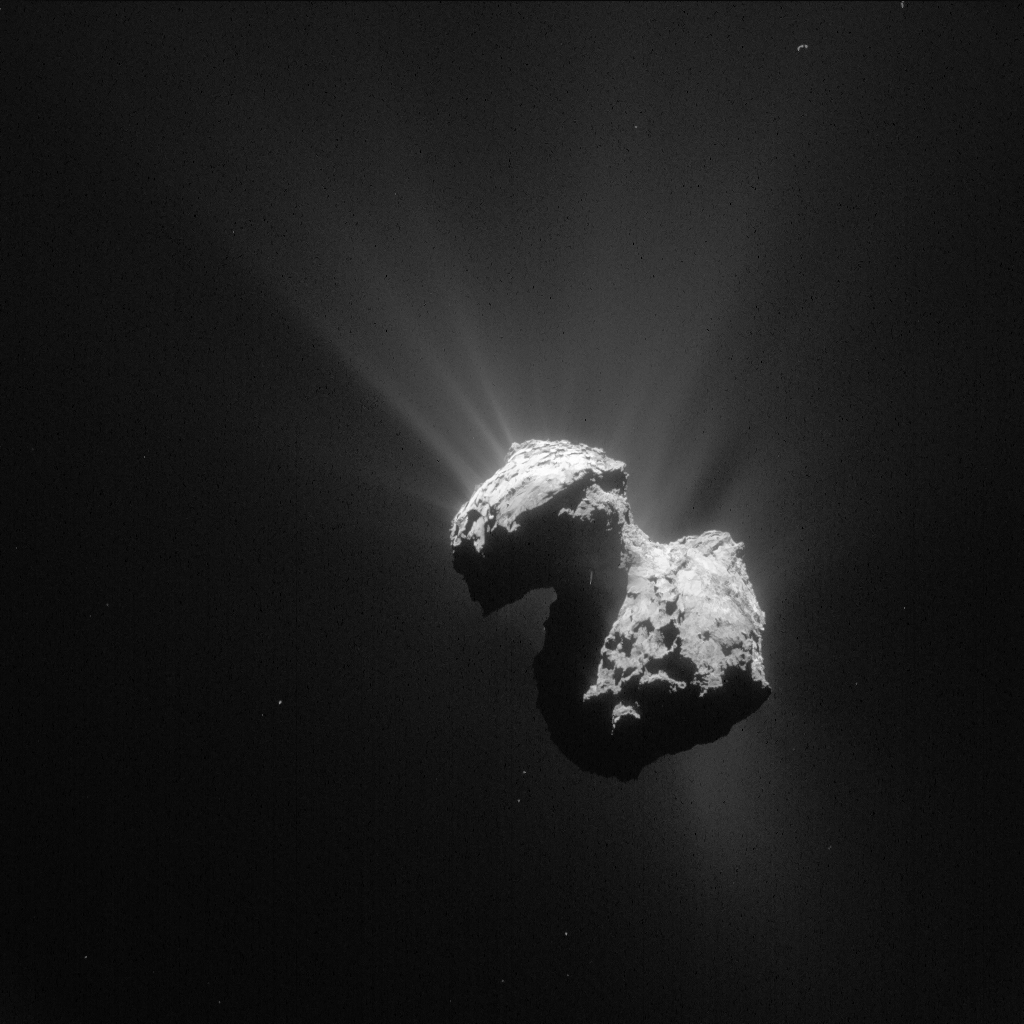
로제타로 촬영, 2015년 7월 7일
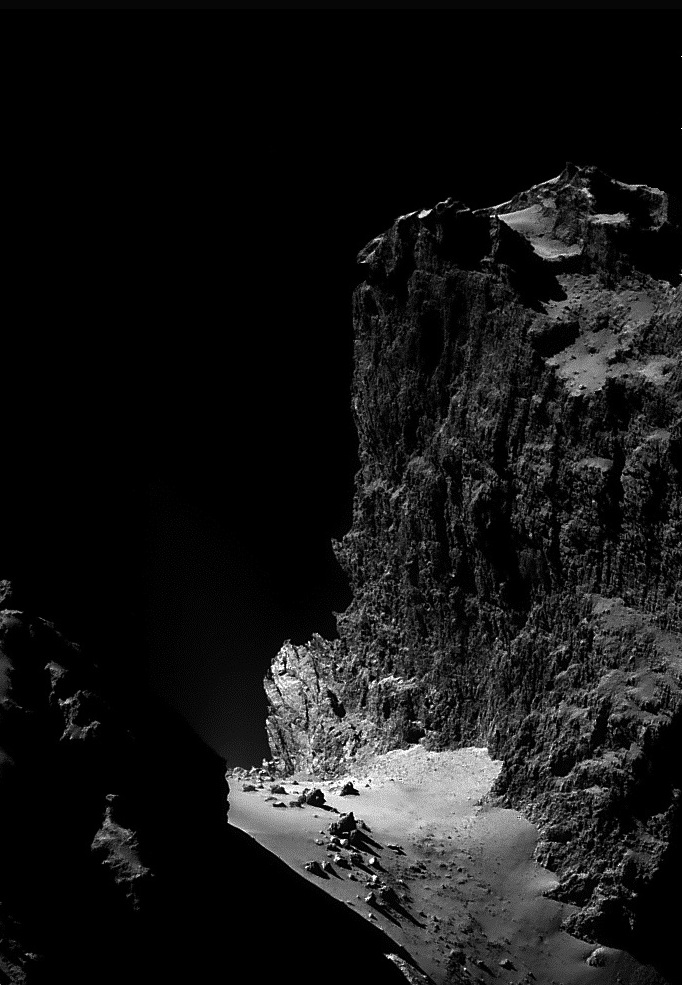
거친 절벽을 보여주는 사진, 2014년 12월 10일

## 같이 보기
- 우주선이 방문한 혜성 목록
- 주기 혜성

## 참고 문헌
- Agarwal, Jessica;  외. (June 2010). “The dust trail of Comet 67P/Churyumov–Gerasimenko between 2004 and 2006”. 《이카로스》 207 (2): 992–1012. arXiv:1001.3775. Bibcode:2010Icar..207..992A. doi:10.1016/j.icarus.2010.01.003.
- Corum, Jonathan (2015년 4월 30일). “Rosetta Is Tailing a Warming Comet”. 《뉴욕 타임스》.